# 罗西奥·加尔韦斯
罗西奥·加尔韦斯·卢纳（西班牙語：Rocío Gálvez Luna；1997年4月5日—），西班牙职业女子足球运动员，司职中后卫，目前效力于皇家马德里足球俱乐部和西班牙国家女子足球队。2023年，她代表西班牙参加国际足联女子世界杯并夺得冠军。